# Massimino
Massimino (en lígur: Mascimin; en piemontès: Massimin) és un comune (municipi) a la Província de Savona a la regió italiana de Ligúria, situat a uns 70 quilòmetres a l'oest de Gènova i uns 35 quilòmetres a l'oest de Savona. A 31 d'octubre de 2017 la població era de 103 habitants.
El municipi de Massimino conté les frazioni (pobles o llogarets) de San Vincenzo, San Pietro, Selagni, Cerri, Costa, i Villa Muraglia.
Massimino limita amb els següents municipis: Bagnasco, Calizzano, Murialdo i Perlo.